# Jekelfalussy Zoltán
Jekel- és margitfalvi Jekelfalussy Zoltán (Variháza, 1862. június 4. – Budapest, 1945. február 5.) fiumei kormányzó, főrend, császári és királyi kamarás, Nagy-Küküllő vármegye főispánja, főrendi- majd felsőházi tag. 

## Életútja
Középiskoláit Budapesten végezte, majd a bécsi és a budapesti tudományegyetemek jogi karának hallgatója volt, ahol jogi és államtudományi államvizsgát tett. A 4. számú ulánusezredben szolgálta önkéntesi évét és ennek az ezrednek volt tartalékos tisztje. Közszolgálati pályáját a földművelésügyi minisztériumban kezdte 1895-ben, mint segédfogalmazó. Másfélévi működés után átlépett a pénzügyminisztériumba, ahol 1897-ben miniszteri fogalmazónak nevezték ki. 1905-ben osztálytanácsosi, majd miniszteri tanácsosi ranggal a belügyminisztérium elnöki osztályát vezette és a koalíció bukása után kivándorlási kormánybiztosnak nevezték ki. A Tisza-kormány távozása után, 1917-ben, gróf Wickenburg István fiumei kormányzó utóda lett. Jekelfalussy volt a magyar Fiume utolsó kormányzója. A forradalmak után nyugdíjba vonult. Torontál vármegyei földbirtokát a román megszállás következtében elvesztette és ezután Budapesten élt. 
1886. február 15-én Budapesten a belvárosi plébánián házasságot kötött a szabadkai születésű Ehrenheim Schytra Ilonával. 1895-ben elváltak.
Kitüntetései: Szent István-rend kiskeresztje, Lipót-rend, I. osztályú polgári érdemkereszt stb. 
Több közgazdasági vállalatnak részben vezetője, részben igazgatósági tagja volt. Az alkotmányos élet helyreállítása után miniszteri eskütételeknél ismét betöltötte zászlósúri szerepét. Valóságos belső titkos tanácsos, császári és királyi kamarás. 